# Victor Segalen
Pour les articles homonymes, voir Segalen.
Victor Segalen, né le 14 janvier 1878 à Brest et mort le 21 mai 1919 à Huelgoat, est un médecin de la marine, romancier, poète, ethnographe, sinologue et archéologue français.

## Biographie

### Jeunesse

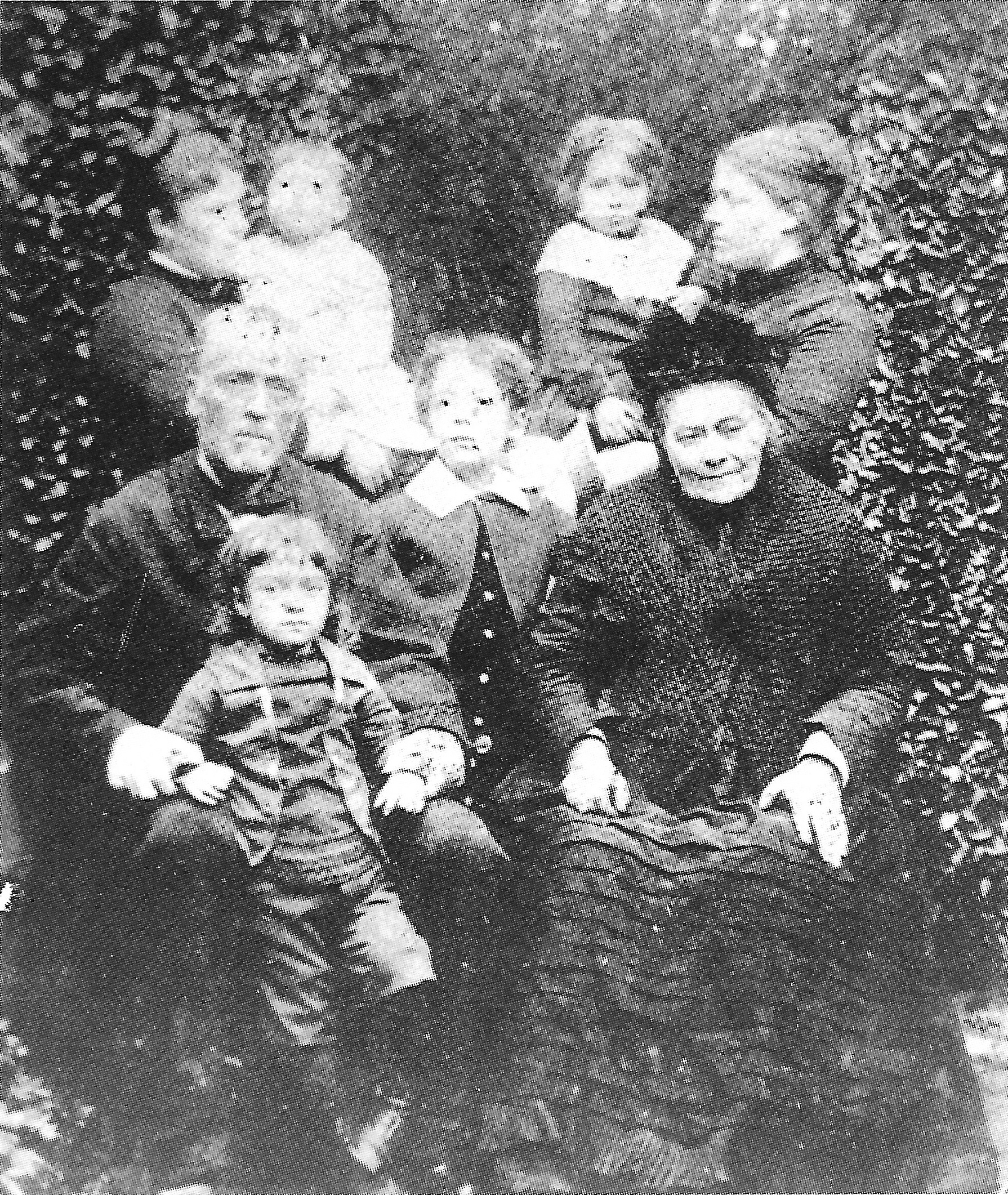
Victor Segalen (au centre) et sa famille vers 1887.

Victor Joseph Ambroise Désiré Segalen naît le 14 janvier 1878 au 17 rue Massillon dans le quartier de Saint-Martin à Brest, fils de Victor-Joseph Segalen (écrivain du commissariat de la marine) et d'Ambroisine Lalance. Il effectue sa scolarité en grande partie au collège des Jésuites de Brest de Notre-Dame-de-Bon-Secours. À 15 ans, il échoue au baccalauréat mais entre l'année suivante en classe de philosophie au lycée de Brest et y obtient le prix d'excellence. En 1895, il s'inscrit à la faculté des sciences de Rennes sous la houlette de sa mère et débute rapidement ses études à l'école préparatoire de médecine de Brest en 1896. Suivant les traces de son grand-oncle Pierre-Charles Cras et de son oncle Émile Lossouarn, il étudie de 1897 à 1902 à l'École Principale du Service de Santé de la Marine appelée dans le milieu La Principale à Bordeaux. La discipline militaire ne lui laisse que peu de loisirs mais il s'adonne à la musique et à la bicyclette. Victor aurait souhaité devenir officier de marine, mais cela lui est impossible car il est myope.

### Débuts littéraires
Après une première dépression nerveuse à cause d'une liaison amoureuse contrariée en 1899, il s'intéresse aux maladies nerveuses et mentales, et découvre Friedrich Nietzsche. Cette même année, lors de ses vacances en Bretagne, il écrit pendant l'été son premier récit : A Dreuz an Arvor. En novembre 1901, il passe à Paris et fait la connaissance de personnalités de la revue française Le Mercure de France qui l'encouragent dans ses travaux et où il publiera ses premiers articles : Rémy de Gourmont et Catulle Mendès, ainsi que Joris-Karl Huysmans qu'il a déjà rencontré une première fois en 1899. Il soutient sa thèse de médecine le 29 janvier 1902 dont le titre universitaire est « L´observation médicale chez les écrivains naturalistes » qui traite des névroses dans la littérature contemporaine. Elle est publiée par un éditeur bordelais, Y. Cadoret, qui édite la version universitaire mais aussi une version à faible tirage ayant pour titre Cliniciens ès lettres. De février à septembre 1902, il effectue un stage au Centre d'instruction naval de Saint-Mandrier près de Toulon et son affectation en Polynésie sort dans le Journal Officiel le 20 septembre. Il part du Havre le 11 octobre sur le paquebot La Touraine pour aller à Tahiti via New York d'où il rejoint San Francisco par le train ; mais la fièvre typhoïde le retient deux mois aux États-Unis. Il en profite pour prendre contact avec le quartier de Chinatown et sa population chinoise. Le 11 janvier 1903, il embarque sur le paquebot SS Mariposa de la Oceanic Steamship Company (ultérieurement incorporée dans Matson Navigation) pour rejoindre Tahiti.

### Polynésie

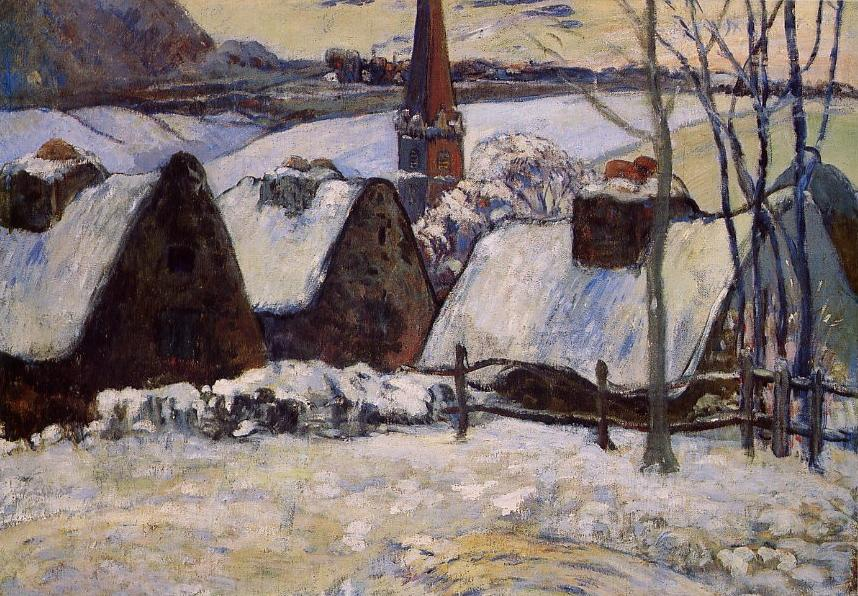
Village breton sous la neige par Paul Gauguin, tableau rapporté par Segalen à son retour des Marquises.

À son arrivée, le 23 janvier 1903, il est affecté en tant que médecin de la marine de deuxième classe sur l'aviso La Durance. Comme il n'aime pas la mer pour naviguer, il profite des escales pour découvrir de nouveaux paysages et d'autres cultures et civilisations. À la suite d'un cyclone, il participe à deux expéditions de secours dans l'archipel des Tuamotou. Lors d'une mission de La Durance à Atuona (Île Hiva-Oa) aux îles Marquises qui devait ramener à Tahiti les bagages de Paul Gauguin décédé trois mois auparavant et inhumé au cimetière du Calvaire, il a l'occasion d'acheter aux enchères le 3 septembre des bois sculptés, la palette du peintre et ses derniers croquis qui seraient, sans lui, partis au rebut, à l'image du tableau intitulé « Village breton sous la neige » qu'il rapporte en métropole. Il dira plus tard « Je n'aurais pas pu comprendre cette terre sans être confronté aux croquis de Gauguin ». Il confie ce tableau au peintre George-Daniel de Monfreid, ami de Gauguin, pour terminer les coins laissés inachevés.
En 1904, il passe un court séjour à Nouméa, où il travaille beaucoup aux Immémoriaux qui raconte l'agonie de la civilisation maorie décimée par la présence européenne, roman qui sera publié en 1907 sous le pseudonyme de Max-Anély. Puis il repart vers la France, toujours sur La Durance avec un journal et des essais sur Gauguin et Rimbaud, qui ne seront publiés qu'en 1978. Lors d'une escale à Djibouti, Segalen interroge les témoins du passage de Rimbaud, mort à Marseille treize ans plus tôt. De retour en France, il épouse dans l'église St-Louis à Brest le 3 juin 1905 la fille d'un médecin brestois, Yvonne Hebert (décédée en 1968), qu'il avait rencontrée au mariage de son ami Émile Mignard en février. C'est le 15 avril 1906 à Brest que naît son fils Yvon Segalen. En avril, il rencontre Claude Debussy pour lui soumettre un livret en cinq actes, Siddhârta, qu'il est en train d'écrire. Mais l'aspect métaphysique du sujet et la difficulté à le mettre en musique obligent le compositeur à refuser. Il lui propose alors de travailler sur un drame lyrique dont celui-ci composerait la musique : Orphée-Roi. Le livret de l’œuvre sera finalement publié seul en 1921.

### Chine

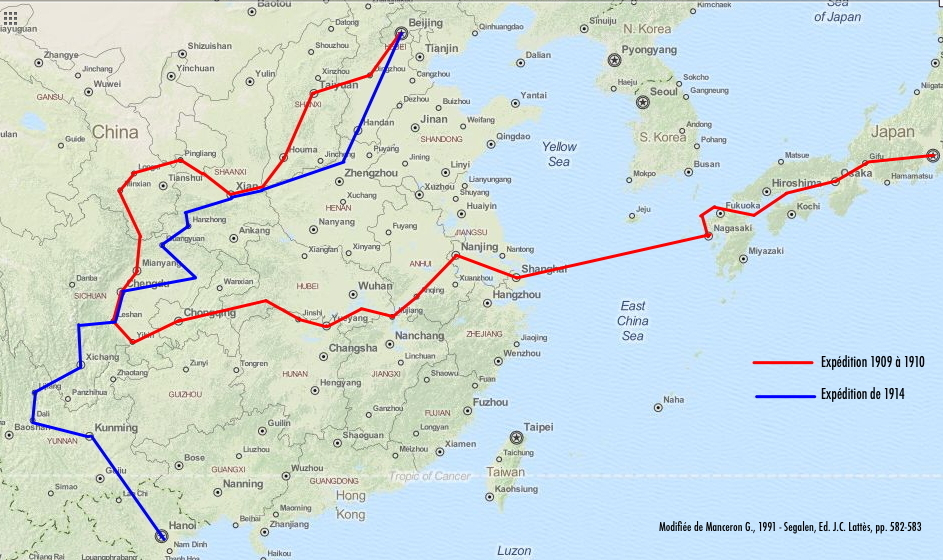
Carte des deux expéditions archéologiques de 1909 et 1914 en Chine.

#### Première expédition
En tant qu'officier de la marine, il peut prétendre à se présenter comme interprète de la marine et être affecté en Chine pour deux ans afin d'y apprendre la langue et la culture, comme certains de ses camarades de l'école navale. En mai 1908, il suit les cours de chinois à l'école des langues orientales à Paris et au Collège de France sous la houlette du professeur Édouard Chavannes. Puis sur les conseils du sinologue Arnold Vissière, il continue son cursus à Brest auprès d'un Chinois de Hankou. Il devient médecin de 1re classe le 24 août 1908. L'année suivante, il est reçu à son examen vers la mi-mars et obtient son détachement en Chine. Il embarque à Marseille le 24 avril 1909 sur le paquebot SS Sydney des Messageries Maritimes et rejoint Pékin par le train en mai.

Le voyage est l'occasion pour Segalen de rencontrer Paul Claudel, alors consul à Tientsin ; le premier voue en effet une admiration certaine au second, partageant avec lui sa passion orientaliste, et appréciant ses textes. On trouve ainsi pour la première fois mention de Claudel dans la correspondance de Segalen à sa femme et l'auteur lui dédiera ses Stèles : 
« Claudel me prend...je me laisse faire. Il a vu Ceylan d'une vision impérissable. Quelle n'est pas la force des mots puiqu'en face même de la réalité splendide, ils persistent et triomphent ! » 
Segalen entreprend en août une expédition de dix mois en Chine centrale en compagnie de l'écrivain Gilbert de Voisins. Après le mois de février au Japon, il retourne à Pékin où il s'installera en mars 1910 avec sa femme et son fils Yvon.
En 1911, il participe à l'organisation de la quarantaine du grand port de Shanhaiguan à une douzaine d'heures de Pékin pour combattre la peste venant de Mandchourie. Il est le secondant de Joseph Chabaneix, avec qui il se lie d'amitié, car Joseph est le frère de Paul, autre médecin ayant fait sa thèse intitulée « Essai sur le subconscient dans les œuvres de l'esprit » (1897) et citée par Segalen dans sa thèse de 1902.
Après sa nomination en mai au poste de médecin-major de deuxième classe à l'Imperial Medical College de Tianjin, il enseigne la physiologie. En 1912, pour donner plus d'intensité à un texte en prose, il consomme de l'opium dans des fumeries afin de rédiger son poème Odes. Le 6 août, sa fille Annie (décédée le 7 mars 1999, à l’âge de 87 ans), diminutif de son premier nom d'auteur, voit le jour à Tientsin. La même année, la première édition de Stèles, recueil de 48 poèmes inspirés par sa première expédition, a lieu à Pékin. En octobre 1912, il laisse sa femme et ses deux enfants à Tientsin, pour soigner le fils du président de la République, Yuan-che-kai, victime d'une chute de cheval dans sa résidence d'été de la province du Hunan.

Vers le 15 avril 1913, Joseph Chabaneix est atteint du typhus, il meurt en quinze jours, après une agonie de cinq jours. Segalen est à ses côtés, nuit et jour, il écrit :
« J'ai déjà vu mourir trois fois ce qui est notre camarade et dont on ne peut plus dire s'il est lui, s'il a été, s'il existe ou est ailleurs, ou nulle part. Jamais je n'ai suivi d'agonie comme celle-là »
Selon Jacqueline Brossollet, cette expérience pèsera sur le reste de sa vie.

#### Seconde expédition
L'écrivain se rend à Paris en juillet 1913, sa femme Yvonne enceinte restant à Tientsin, pour préparer une mission archéologique officielle avec Gilbert de Voisins. Il en repart le 17 octobre 1913 avec Gilbert et Suzanne Hébert en passant par Moscou pour prendre le transsibérien. Ce sera l'expédition "Segalen-Lartigue-de Voisins", consacrée aux monuments funéraires de la dynastie des Han qui doit parcourir la Chine suivant une grande diagonale du Nord-Est au Sud-Ouest soit 6 000 km. Son troisième enfant, Ronan Segalen, nait le 1er novembre 1913 à T'ien-Tsin (décédé en 2006).
Il découvre le 6 mars 1914 la statue la plus ancienne de la statuaire chinoise (un cheval dominant un barbare). Cette étude sur la sculpture chinoise ne sera publiée qu'en 1972 (Grande Statuaire chinoise).

### Première guerre mondiale

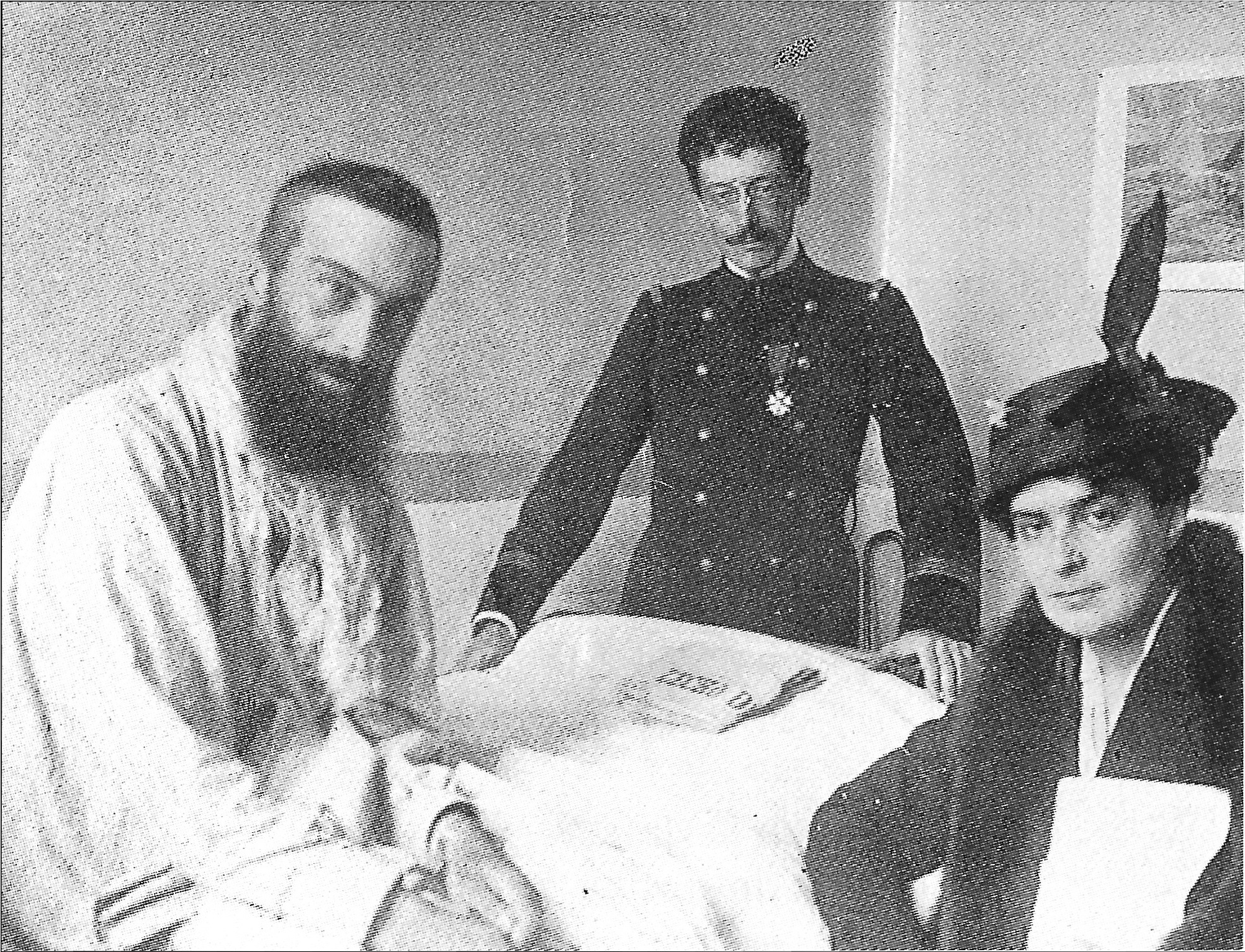
Victor Segalen rendant visite à Auguste Gilbert de Voisins, hospitalisé et réformé à Belfort en 1916.

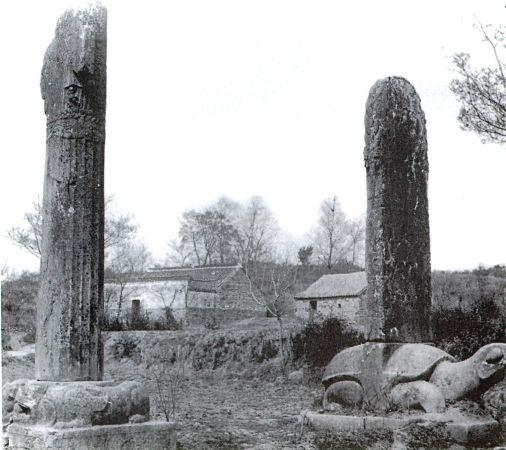
Photo de deux Bìxì, par Segalen, à la tombe de (萧秀) en 1917

Sa mission en Chine achevée, il souhaite se rendre en Birmanie avant la fin de 1914 ; mais il reçoit, en tant que militaire le 10 août 1914, alors qu'il se trouve à Kiang-fou (Lijiang) dans le Yunnan, une missive l'informant du début de la guerre entre la France et l'Allemagne. L'écrivain embarque à Saïgon avec sa femme en laissant ses deux plus jeunes enfants aux soins de sa sœur, pour rejoindre son affectation à l'hôpital de Rochefort puis, en novembre, à l'hôpital militaire maritime de Brest.
À sa demande, Segalen se retrouve en mai sur la ligne de front, près de Dunkerque à Dixmude, en tant que médecin de la brigade de fusiliers marins. Mais victime d'une gastrite aiguë, il retourne à l'arrière en juillet 1915. Après sa convalescence à l'Hôtel-Dieu de Rouen, il retourne à Brest comme directeur-adjoint de l’hôpital militaire, poste qui lui laisse le temps de publier en juin 1916, Peintures.
Le ministère lui propose une autre mission en Chine pour recruter des travailleurs destinés à remplacer les ouvriers combattants sur le front. Il arrive en Chine le 25 février 1917 où il reste 15 mois. Il examine jusqu'à deux cents travailleurs chinois par jour tout en poursuivant ses recherches archéologiques. Segalen profite d'un congé sur place pour étudier et prendre en photo les sépultures de la région de Nankin et comble ainsi une lacune de six siècles entre le style de Han et celui des Tang. Il y croise Saint-John Perse.
Il rentre en France en mars 1918 et reprend son poste à l’hôpital militaire maritime de Brest où il travaille au poème Thibet, inspiré par la lecture du Padma Than Yig que lui fit le tibétologue Gustave-Charles Toussaint, rencontré à Shanghai en avril-juin 1917,. De mai à juillet 1918, il suit un stage de spécialiste en dermatologie et vénérologie à l'hôpital du Val-de-Grâce. Mobilisé à l'hôpital maritime de Brest comme chef du service de dermatologie et de vénérologie afin de lutter contre l'épidémie de grippe espagnole, il se surmène, devient dépressif et est hospitalisé à Brest. Dès l’armistice, le 11 novembre 1918, il entame des démarches pour son projet d’Institut de sinologie à Pékin mais son état de santé se dégrade avec des crises de dépression qui n'étaient pas sans rapport avec son utilisation de l'opium.

### Fin de vie

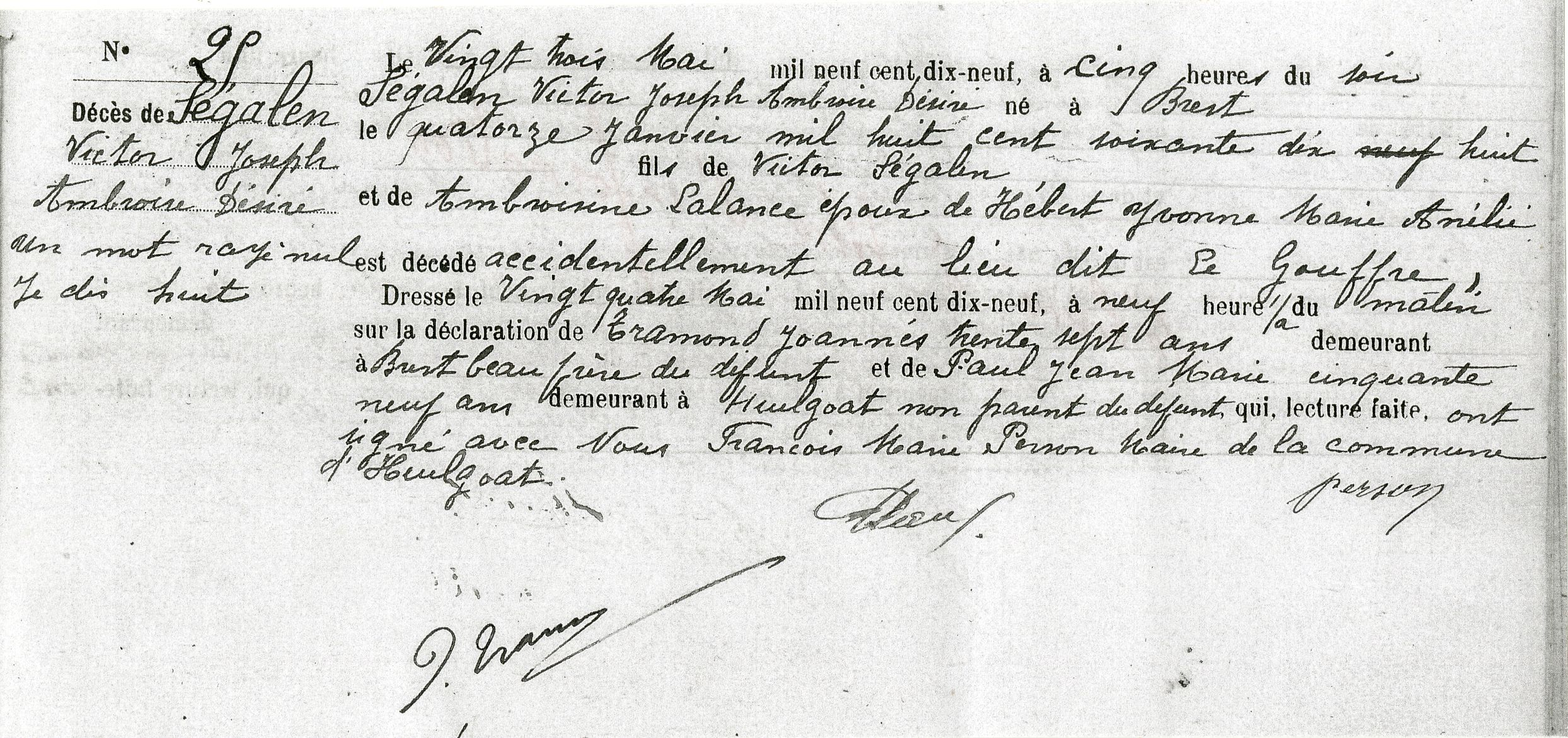
Acte de décès de Victor Segalen le 23 mai 1919 à Huelgoat.

En janvier 1919, il tombe gravement malade et est hospitalisé temporairement pour une « neurasthénie aiguë » dans le service de psychiatrie de l'hôpital maritime de Brest, puis à celui du Val-de-Grâce. On lui accorde un congé de convalescence de deux mois qu’il passe avec Yvonne en Algérie jusqu’au 1er avril chez Charles de Polignac (l'explorateur du Haut Yangzi, grand fleuve chinois). Il rentre épuisé, luttant en vain contre un état dépressif. Il rejoint Huelgoat pour sa convalescence.
Le matin du mercredi 21 mai 1919 quittant l'hôtel d'Angleterre, il part en forêt pour une promenade. Son corps inanimé est découvert quarante-huit heures plus tard par Hélène Hilpert, une amie d'enfance, et Yvonne, sa femme qui connaissait l'endroit où il avait l'habitude de se réfugier, un exemplaire de Hamlet à portée de main et son manteau plié. Une blessure au talon et un garrot suggèrent que Segalen s’est entaillé le pied sur une tige taillée en biseau, il tenta d'arrêter l'hémorragie mais décède après être tombé en syncope. Plusieurs études suggèrent au contraire un suicide maquillé en accident,,.

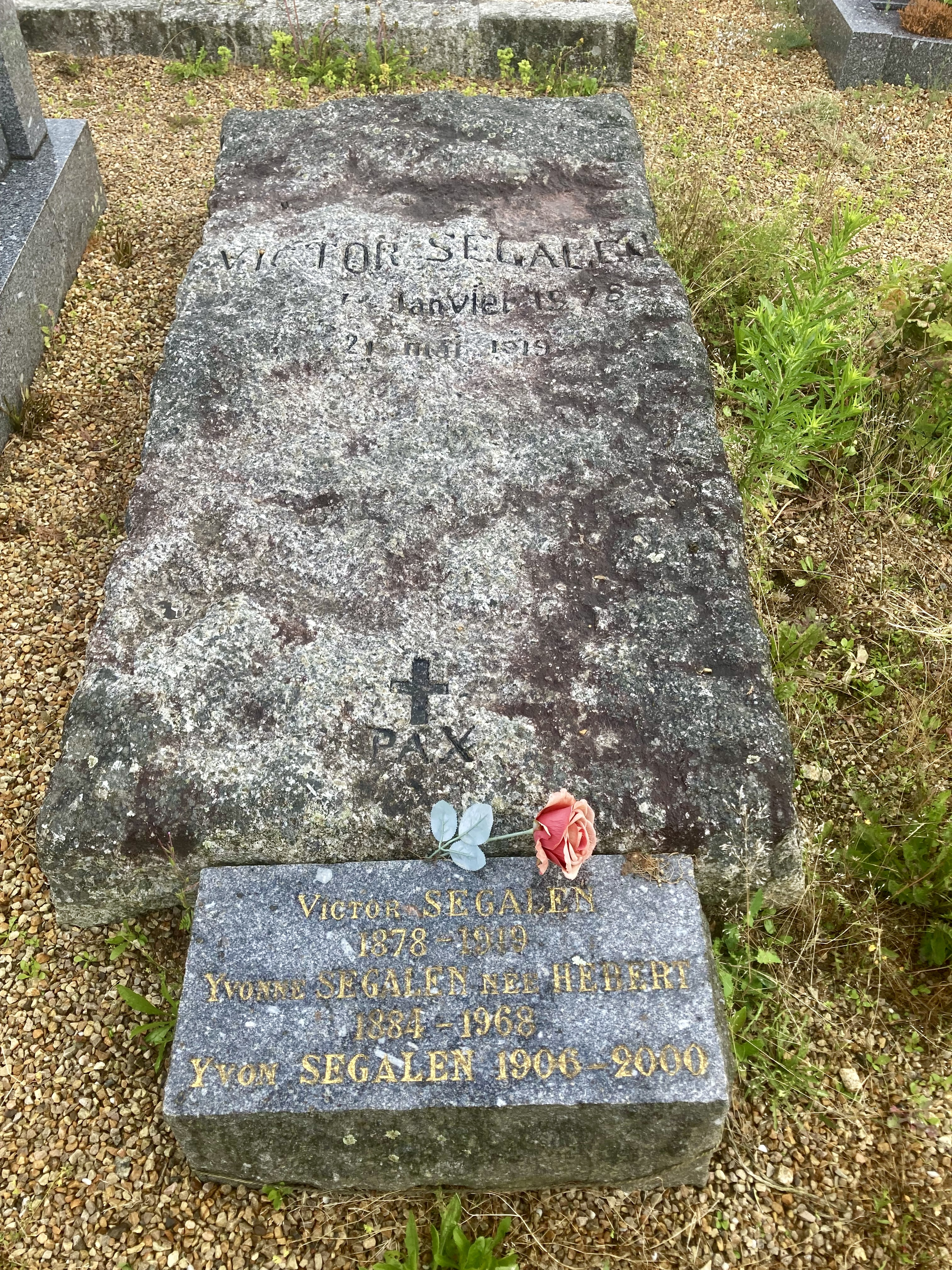
Sépulture dans l'ancien cimetière de Huelgoat.

Une stèle à son nom se trouve au niveau du gouffre à Huelgoat. Yvonne, souhaitant des obsèques rapides, demande au médecin de retarder la date de la mort de Victor de deux jours correspondant à la date de découverte du corps pour éviter une autopsie. C'est donc le 23 mai 1919 à cinq heures du soir que le décès de Victor Segalen est mentionné sur sa fiche militaire.
Les obsèques ont lieu le samedi 24 mai à l'église de Huelgoat. Selon ses volontés, il est inhumé au vieux cimetière de la commune où un petit chêne vert ombrage sa tombe recouverte d'une épaisse dalle de granit à peine équarrie.

### Vie privée
Victor Segalen a épousé le 2 juin 1905 à Brest Yvonne Hébert (1884-1963), avec qui il a eu trois enfants : Yvon (1906-2000), Annie (1912-1999) et Ronan (1913-2006).

## Hommages et postérité
Après coup, en 1934, l'État français a inscrit son nom sur les murs du Panthéon en tant qu'« écrivain mort pour la France pendant la guerre de 1914-1918 ».
Sa correspondance, qui regroupe plus de 1 500 lettres, a été publiée dans son intégralité aux éditions Fayard en 2004. Expurgées par sa femme Yvonne, ces lettres donnent l'image d'un homme défenseur des cultures menacées mais la biographie rédigée par l'universitaire Marie Dollé écorne cette légende : « Il n'y a rien ou presque dans ses lettres sur la Bretagne et sur l'identité bretonne ». Marie Dollé considère comme un contresens total de voir en lui un défenseur des peuples opprimés par le colonialisme, système dont il profite. À l’occasion du centenaire de sa mort en 1919, l’école des filles de Huelgoat dans le Finistère a organisé plusieurs évènements en mai et juin 2019. Un hommage au poète, au médecin et au sinologue afin de mieux faire connaître ses idées et sa quête d’une compréhension plus aboutie entre l’orient et l’occident. Au cours de l'été 2019, la ville de Landivisiau rend hommage au poète, à travers une exposition « Photos en poésie » avec une trentaine de photos qui retrace son parcours.
Le nom de Victor Segalen a été adopté :
- par une des universités de Bordeaux (université Victor-Segalen Bordeaux 2), où il fut élève à l'École de Santé Navale de Bordeaux en 1898 ;
- par la faculté de Lettres et Sciences sociales de Brest, sa ville natale, faculté inaugurée en 1994 par François Mitterrand ;
- par le lycée français international de Hong Kong (le lycée français international Victor-Segalen) ;
- par le collège public de Châteaugiron (Ille-et-Vilaine).
- Un timbre-poste est émis en 1979 un timbre[60] pour commémorer le centenaire de la naissance de Victor Ségalen.

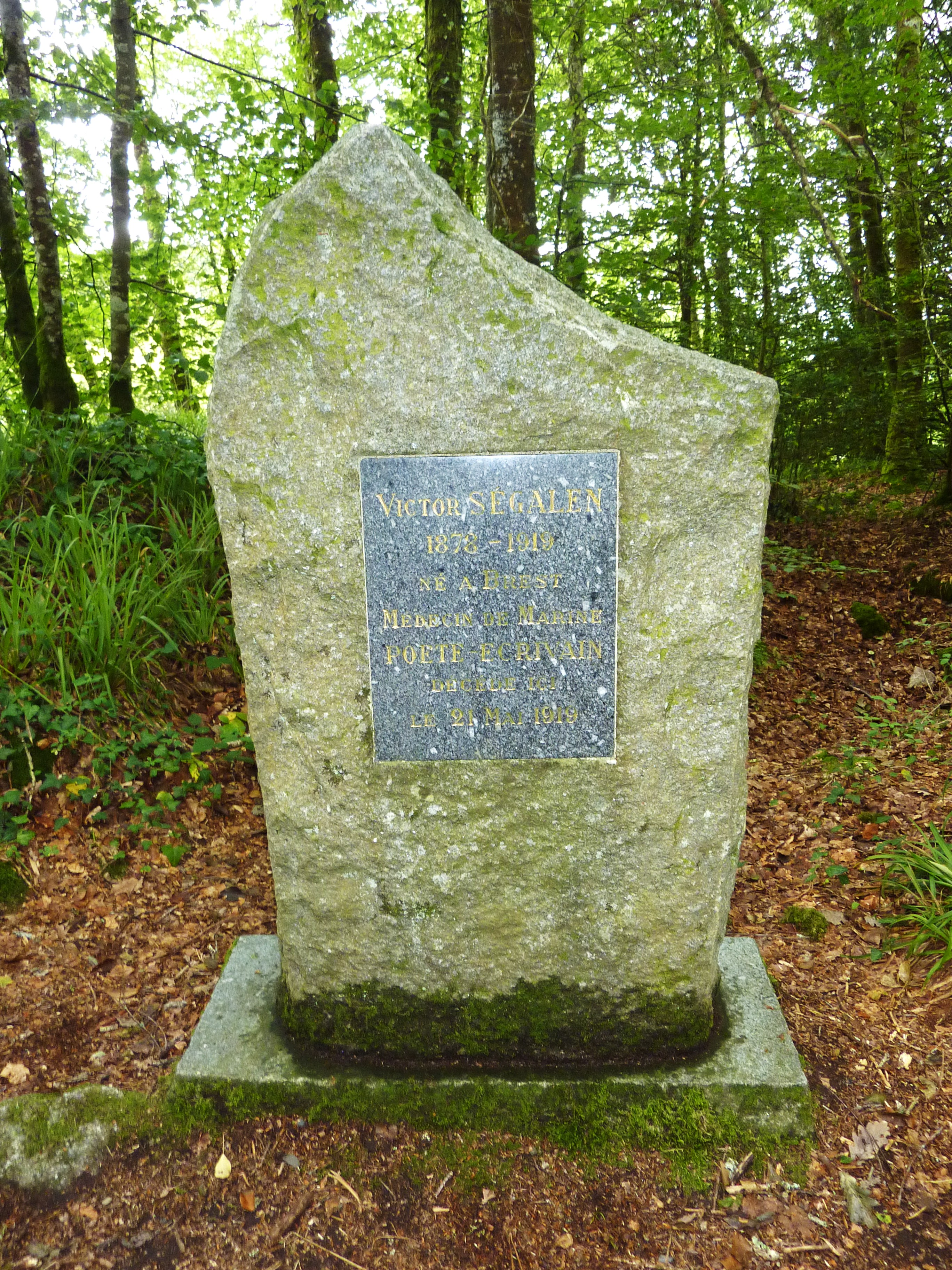
Huelgoat : stèle à la mémoire de Victor Segalen au-dessus du gouffre.
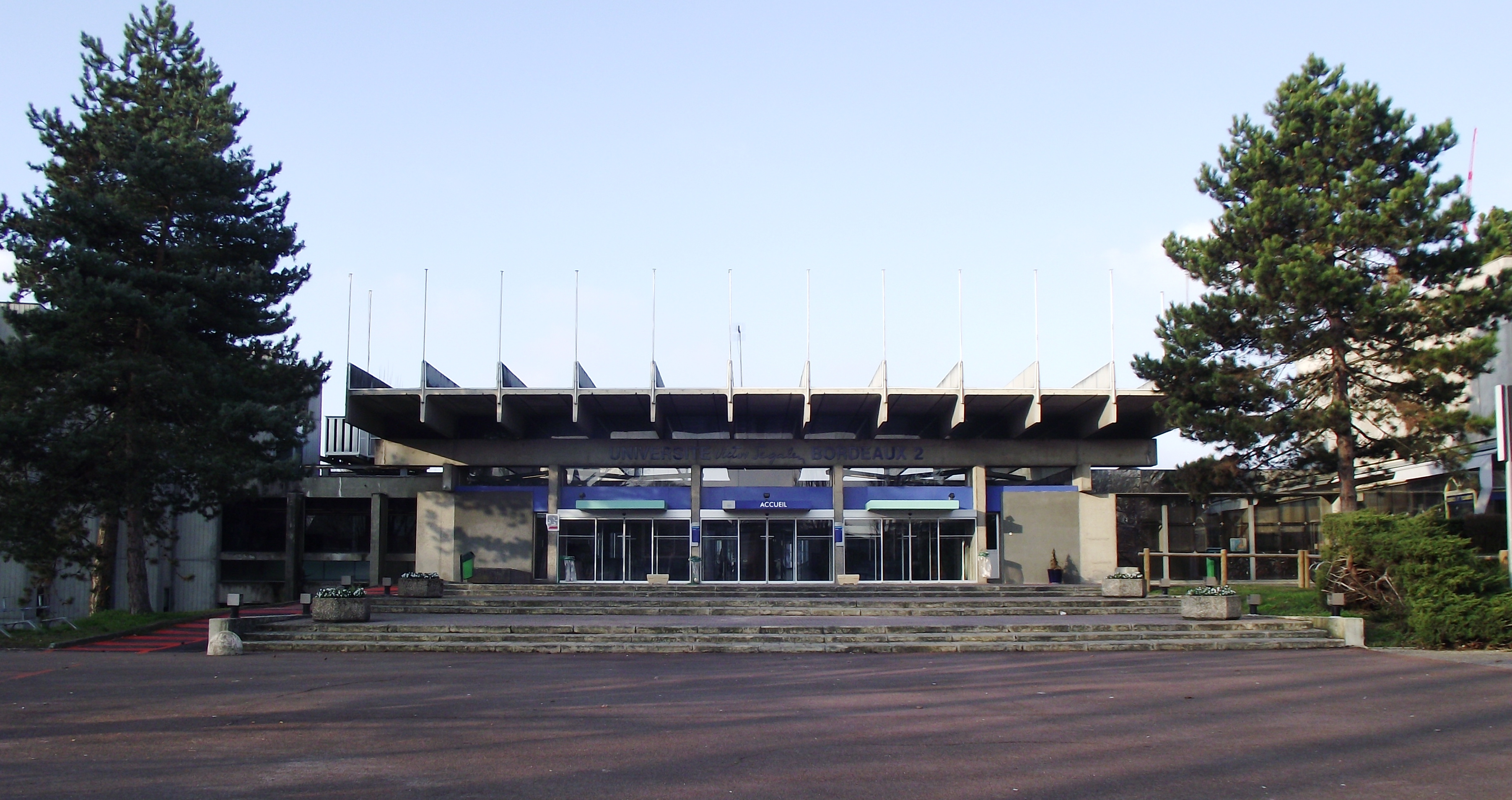
Université Victor-Segalen à Bordeaux.
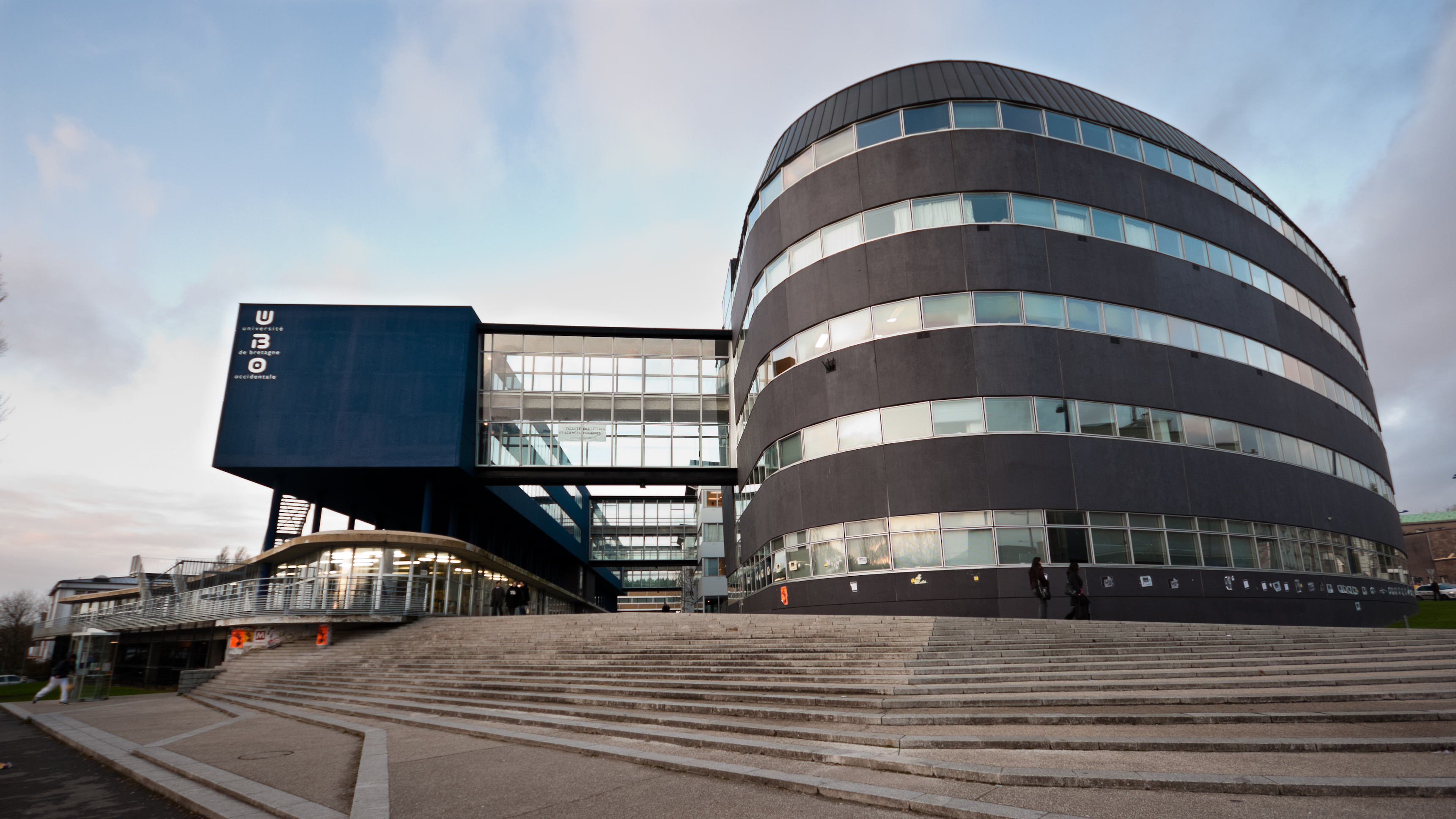
Faculté Victor-Segalen à Brest.
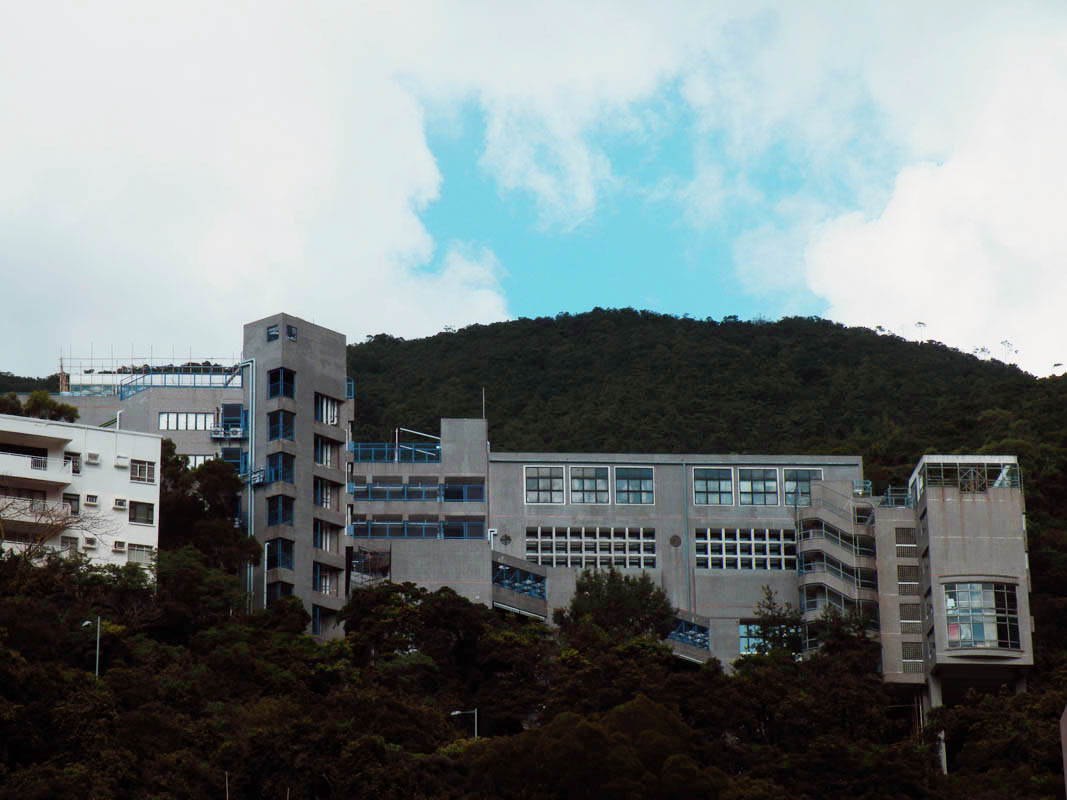
Lycée français international Victor-Segalen, Hong Kong.
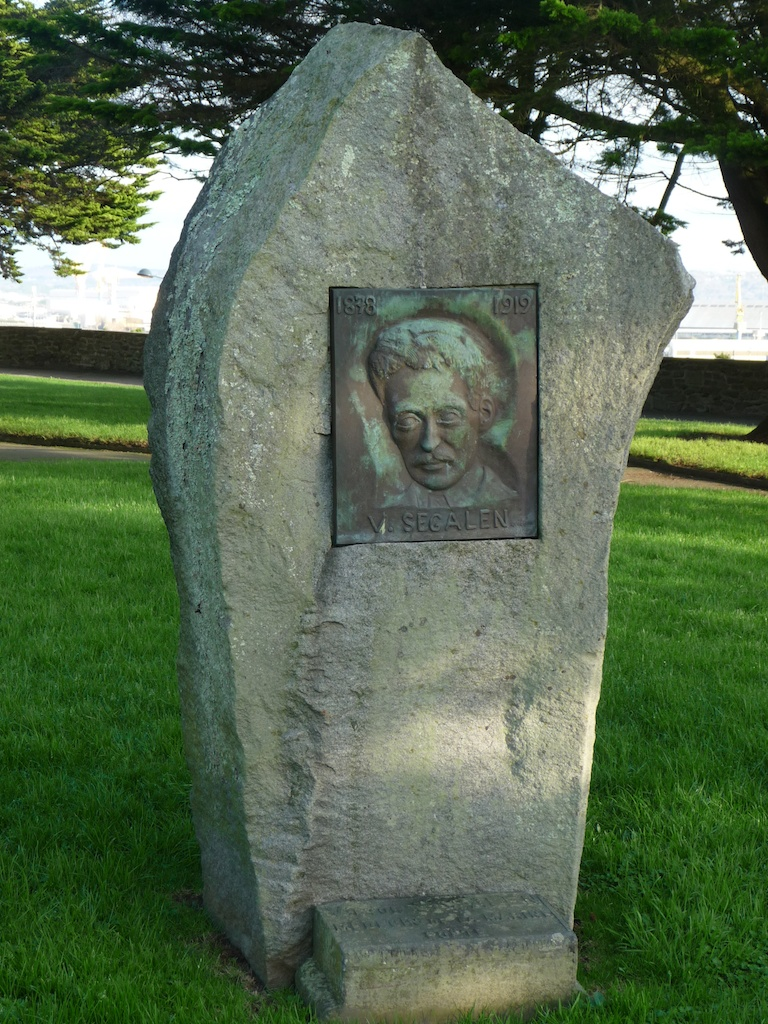
Stèle commémorative, inaugurée en 1963 sur le cours Dajot à Brest.
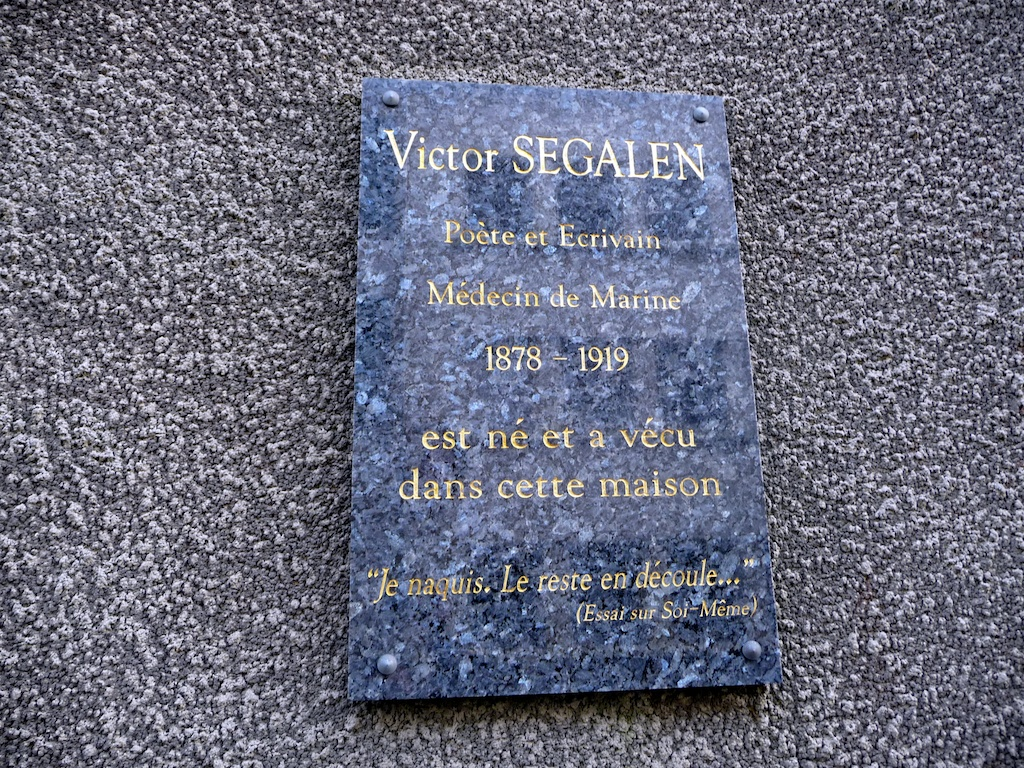
Plaque commémorative sur la maison de Victor Segalen, quartier Saint-Martin (17, rue Massillon) à Brest.

## Œuvres
Même s'il a relativement peu publié de son vivant, l’œuvre de Victor Segalen est foisonnante. Les anthologies ci-dessous la découpent en « cycles » en fonction de la thématique dominante et de la période à laquelle elles ont été rédigées, ce qui permet d'éviter une séparation artificielle entre livres et articles, ou entre œuvres anthumes et posthumes. Chaque œuvre est présentée en fonction de sa première édition.

### Anthologies

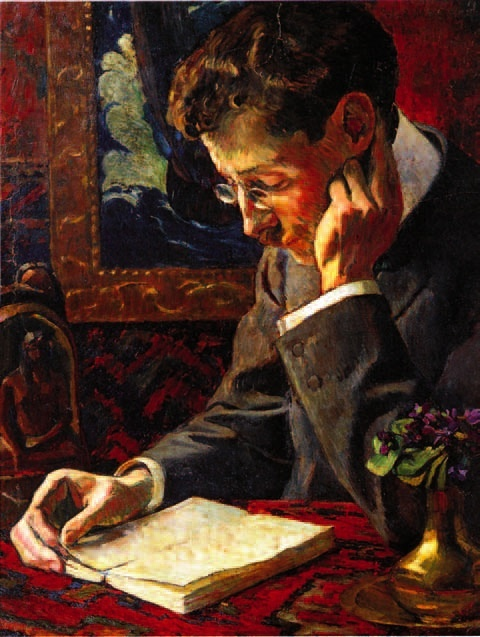
Portrait de Victor Segalen par George-Daniel de Monfreid, 1909.

- Victor Segalen (Édition présentée et annotée par Michel Le Bris), Voyages au pays du réel : œuvres littéraires, Bruxelles, Éditions Complexe, 1995, 1228 p. (ISBN 978-2-87027-575-7, OCLC 35018149, lire en ligne)Ce volume contient : Les Préludes : (Les synesthésies et l’école symboliste) ; Le Cycle polynésien : (les textes sur Gauguin, La Marche du feu, Penser païens, Les Immémoriaux) ; Le Cycle de l’orphisme et des laissés pour-compte : (Le Double Rimbaud, Voix mortes : musiques maories, Orphée-Roi, Gustave Moreau) ; Les trois voyages du Cycle chinois : (Le Fils du Ciel, René Leys, Stèles, Odes, Peintures, La Grande Statuaire, Bouddhisme chinois, Thibet)
- Victor Segalen (Édition établie par Henry Bouillier), Œuvres complètes, vol. 1, Paris, Robert Laffont, coll. « Bouquins », 1995, 1334 p. (ISBN 978-2-221-06462-7, OCLC 34221683)

- Victor Segalen (Édition établie par Henry Bouillier), Œuvres complètes, vol. 2, Paris, Robert Laffont, coll. « Bouquins », 1995 (ISBN 978-2-221-06705-5, OCLC 34221683)

- Victor Segalen (Édition sous la direction de Christian Doumet), Œuvres, Gallimard, coll. « Bibliothèque de la Pléiade », 2020 (ISBN 9782072742347 et 9782072897269)Publiée en deux tomes. Tome I : Journal des îles, Gauguin dans son dernier décor, Le double Rimbaud, Les immémoriaux, Sur une forme nouvelle du roman ou un nouveau contenu de l'essai, Briques et tuiles, Stèles, Un grand fleuve et Odes. Tome II : Équipée, Peintures, René Leys, Essai sur soi-même, Dossier « Imaginaires », Le fils du ciel, Essai sur l'exotisme, Thibet et Hommage à Gauguin[61].

### Cycle des apprentissages
- L'Observation médicale chez les écrivains naturalistes (thèse de médecine), Bordeaux, Y. Cadoret, coll. « Les Cliniciens ès Lettres », 1902 (lire sur Wikisource)
- « Les Synesthésies et l’école symboliste », Mercure de France, vol. XLII, no 148,‎ avril 1902, p. 87-90 (lire sur Wikisource, lire en ligne)
- Essai sur soi-même, Fontfroide, Fata Morgana, coll. « Bibliothèque artistique et littéraire », 1986, 39 p. (OCLC 14953593)

### Cycle polynésien

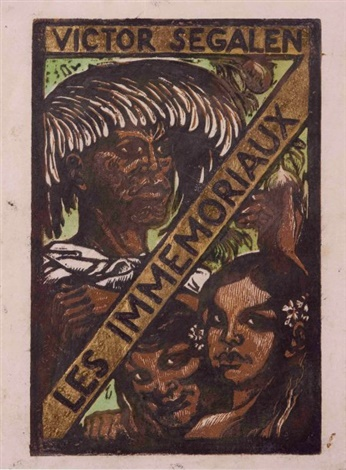
Titre pour l'édition de 1921 des Immémoriaux, gravure sur bois de G.-D. de Monfreid.

- Le Maître-du-Jouir suivi de Gauguin dans son dernier décor, Paris, éditions 2, 3 choses..., 2022, 152 p.  (ISBN 978-2-493820-00-6)
- « Vers les sinistrés : cyclone des îles Tuamotu », Armée et Marine,‎ 17 avril 1903
- « Gauguin dans son dernier décor », Mercure de France, vol. L, no 174,‎ juin 1904, p. 679-685 (lire sur Wikisource, lire en ligne)
- « Le Double Rimbaud », Mercure de France, vol. LX, no 212,‎ 15 avril 1906, p. 481-501 (lire sur Wikisource, lire en ligne)
- Les Immémoriaux (sous le pseudonyme de Max-Anély), Paris, Mercure de France, 1907, 345 p. (OCLC 7245242, lire sur Wikisource)
- Hommage à Gauguin, 1918Préface à Paul Gauguin, Lettres de Paul Gauguin à Georges-Daniel de Monfreid, Paris, Georges Crès et Cie, 1918, 357 p. (OCLC 12441221)
- « Hommage à Saint-Pol-Roux », Les Cahiers de l’Iroise, no 12,‎ octobre-décembre 1956, p. 8-11 (ISSN 0007-9898, lire en ligne)

- Journal des îles (préf. Annie Joly-Segalen), Papeete, éditions du Pacifique, 1978, 155 p. (ISBN 978-2-85700-074-7, OCLC 4829865)

### Cycle musical et orphique
- « Dans un monde sonore », Mercure de France, vol. LXVIII, no 244,‎ 15 août 1907, p. 648-668 (lire sur Wikisource)

- « Voix mortes : musique maori », Le Mercure musical,‎ juin 1907, p. 1001-1027 (lire en ligne)

- Orphée-Roi (ill. George-Daniel de Monfreid), Paris, Georges Crès et Cie, coll. « Le Théâtre d'art », 1921, 131 p. (OCLC 6750033, lire sur Wikisource, lire en ligne)
- « Quelques musées par le monde », La Revue européenne, no 4,‎ avril 1931 (ISSN 1147-6818)

- Siddhârtha (préf. Gabriel Germain), Limoges, Rougerie, 1974, 122 p. (OCLC 3052421)

- Gustave Moreau, maître imagier de l'orphisme, Fontfroide, Fata Morgana, coll. « Bibliothèque artistique et littéraire », 1984, 88 p. (OCLC 14001516)

### Cycle des ailleurs et du bord du chemin
- « Un grand fleuve », Les Lettres nouvelles, no 34,‎ janvier 1956, p. 91-99 (ISSN 0024-1407)
- Briques et Tuiles, Montpellier, Fata Morgana, 1967, 70 p. (OCLC 742901397)
- « Essai sur le mystérieux », Le Monde,‎ 6 septembre 1967 (ISSN 0395-2037, lire en ligne)
- Essai sur l'exotisme (préf. Annie Joly-Segalen), Montpellier, Fata Morgana, coll. « Explorations », 1978, 91 p. (OCLC 6225118)[62],[63]
- « Feuilles de route », Le Nouveau Commerce, no 41,‎ automne 1978 (ISSN 0550-1326)

### Cycle chinois

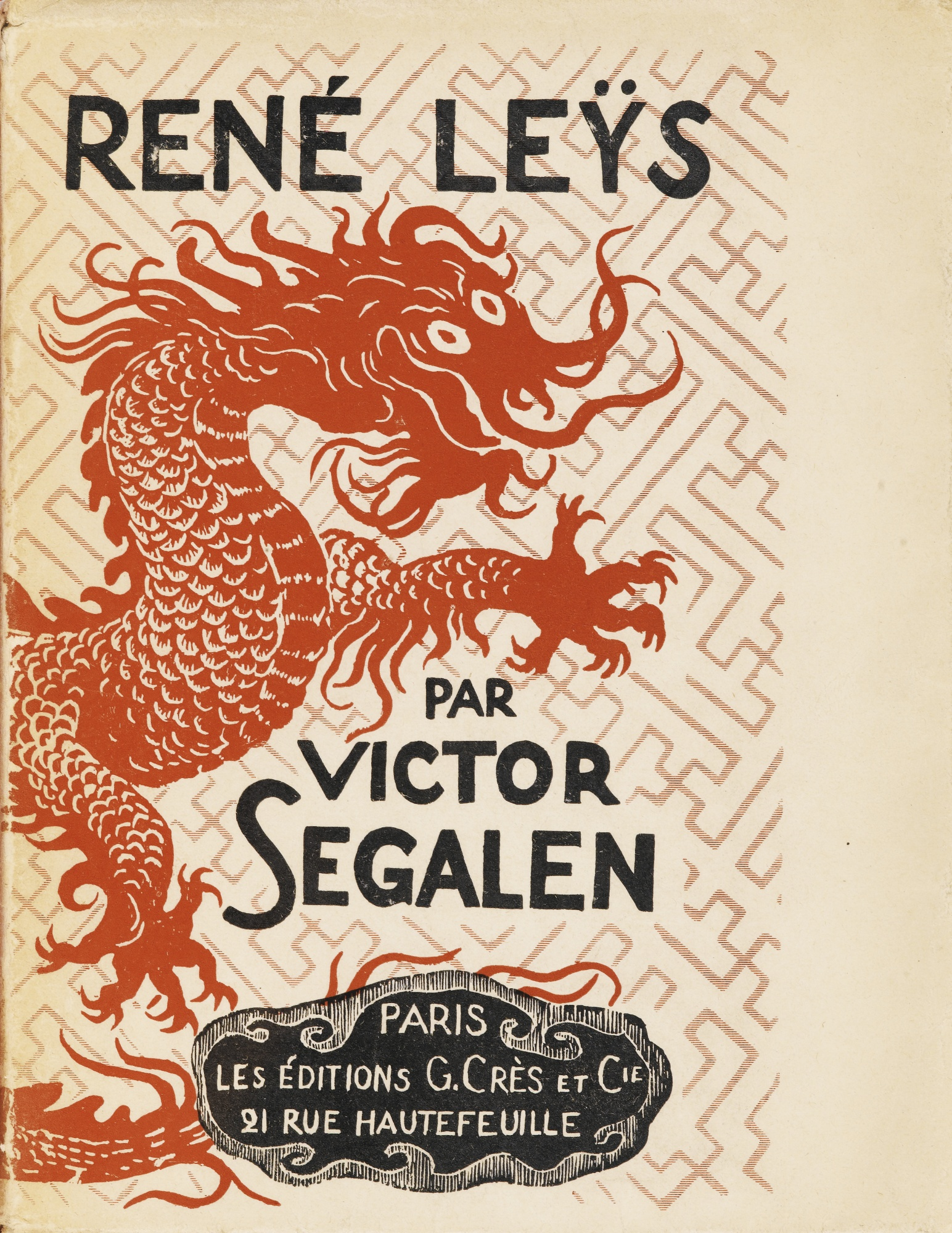
Couverture de l'édition de 1922 de René Leys, illustrée par G.-D. de Monfreid.

- Stèles, Pékin, Pei-t’ang, 1912, 82 p. (OCLC 6271395)
  - Stèles, Paris, Georges Crès et Cie, coll. « Collection coréenne », 1914 (OCLC 462736927, lire sur Wikisource, lire en ligne)
- Peintures, Paris, Georges Crès et Cie, coll. « Les Proses », 1916, 207 p. (OCLC 5590774, lire sur Wikisource, lire en ligne)

- René Leys, Paris, Georges Crès et Cie, 1922, 257 p. (OCLC 7245236, lire sur Wikisource)

- Odes, Paris, Les Arts et le livre, 1926, 35 p. (OCLC 458770833)
- Équipée : De Pékin aux marches thibétaines (parfois sous-titré Voyage au pays du réel), Paris, Les Œuvres représentatives, coll. « Le Beau voyage », 1929, 241 p. (OCLC 45912201, lire en ligne)

- Thibet (préf. Annie Joly-Segalen[64]), Paris, Mercure de France, 1963, 123 p. (OCLC 495935297)

- Le Fils du ciel : chronique des jours souverains, Paris, Flammarion, 1975, 174 p. (OCLC 1896309, lire en ligne)

### Cycle archéologique et sinologique
- « Rapport sur les résultats archéologiques de la mission Voisins, Lartigue et Segalen » (Séance du 18 septembre), Comptes rendus des séances de l'Académie des Inscriptions et Belles-Lettres, vol. 58, no 6,‎ 1914, p. 553-560 (lire en ligne)
- « Le tombeau du fils du roi de Wou (Ve siècle avant notre ère) » (mission archéologique), Bulletin de l'École française d'Extrême-Orient, no 22,‎ 1922, p. 41-54 (ISSN 0336-1519, lire en ligne)
- Mission archéologique en Chine (1914-1917) (en collaboration avec Gilbert de Voisins et Jean Lartigue), Paris, Paul Geuthner, 1923-1924, 2 vol.  (OCLC 60809414, lire sur Wikisource, lire en ligne)
- Mission archéologique en Chine (1914) : L'Art funéraire à l'époque des Han, Paris, Paul Geuthner, 1935 (OCLC 458770826)
- La Grande Statuaire chinoise (préf. Annie Joly-Segalen) (mission archéologique), Flammarion, 1972, 208 p. (OCLC 462183942, lire en ligne)

### Divers
Les manuscrits autographes, lettres, photographies et documentation de Segalen sont déposées à la Bibliothèque nationale de France.
- « Le Siège de l’Âme », Mercure de France, vol. CXLVII, no 548,‎ 15 avril 1921, p. 374-385 (lire sur Wikisource, lire en ligne)
- Lettres de Chine (préf. Jean-Louis Bédouin), Paris, Plon, 1967, 278 p. (OCLC 419951745)
- « A Dreuz an Arvor », Les Cahiers de l’Iroise, no 80,‎ octobre-décembre 1973, p. 206-213 (ISSN 0007-9898, lire en ligne)

- Dossier pour une Fondation Sinologique, Limoges, Rougerie, 1982, 95 p. (OCLC 13010220)

- Henry Bouillier (éd.), Correspondance, Fayard, 2004En trois volumes. Tome 1 : 1893-1912 ; Tome 2 : 1912-1919 ; Tome 3 : Repères (cartes, brouillon, index)[65]